# Tumba distrikt
Tumba distrikt är ett distrikt i Botkyrka kommun och Stockholms län. 
Distriktet ligger omkring Tumba. 

## Tidigare administrativ tillhörighet
Distriktet inrättades 2016 och utgörs av en mindre del av Botkyrka socken i Botkyrka kommun.
Området motsvarar den omfattning Tumba församling hade 1999/2000 efter att församlingen 1974 brutits ut ur Botkyrka församling.